# Estudi de la vegetació
Un estudi de la vegetació és un inventari de totes les espècies de plantes en una superfície definida.
Per a cada espècie, un coeficient pot ser assignat d'acord amb l'abundància o en el percentatge de recuperació en l'estat.